# Salmon Creek (Washington)
Salmon Creek es un lugar designado por el censo del condado de Clark, estado de Washington, Estados Unidos. Según el censo de 2020, tiene una población de 21 293 habitantes.
En los Estados Unidos, un lugar designado por el censo (traducción literal de la frase en inglés census-designated place, CDP) es una concentración de población identificada por la Oficina del Censo exclusivamente para fines estadísticos.
En este caso, si bien desde el punto de vista administrativo la zona depende directamente del condado, en la práctica es un barrio de la ciudad de Vancouver, de cuyo centro dista solo 10 kilómetros.

## Geografía
Está ubicado en las coordenadas 45°42′36″N 122°39′48″O / 45.71000, -122.66333 (45.709916, -122.663207).

## Demografía
Según la estimación 2018-2022 de la Oficina del Censo, los ingresos medios de los hogares de la localidad son de $93,015 y los ingresos medios de las familias son de $111,088. Los ingresos per cápita en los últimos doce meses, medidos en dólares de 2022, son de $44,912. Alrededor del 8.1% de la población está por debajo de la línea de pobreza.